# 황수현
황수현(黃秀賢, 1991년 8월 31일 ~ ) 은 KBO 리그 전 KIA 타이거즈의 외야수이다.
제주산업대학교를 졸업하고 신고선수 신분으로 입단했다.

## 출신 학교
- 서울둔촌초등학교
- 서울자양중학교
- 배명고등학교
- 제주산업대학교